# Julia Dent Grant
Julia Boggs Dent Grant (født 14. december 1826, død 14. december 1902) var gift med Ulysses S. Grant, og var USA's førstedame fra 1869 til 1877.

## Baggrund
Julia Grant var datter af Frederick og Ellen Wrenshall Dent. Hun blev født og voksede op på "White Haven"; en slaveplantage nær St. Louis, Missouri. I sine erindringer, som hun skrev sent i livet, beskriver hun sin pigetid som en idyl: "en lang sommer af solskin, blomster og smil".

## Uddannelse
Hun gik i "Misses Mauro's kostskole" i St. Louis i 7 år blandt døtre af andre velhavende forældre. Hun var populær i sin kreds og mødte "Ulys" i sit hjem, hvor hendes familie bød ham velkommen som klassekammerat på West Point til hendes bror. Hun blev snart forelsket i ham, drømte om ham, og indvilligede i at bære hans ring fra West Point.

## Forlovelse og tidlige ægteskab med Grant
Julia og løjtnant Grant blev forlovede i 1844, men den mexicansk-amerikanske krig udskød vielsen i fire lange år. Deres ægteskab blev ofte præget af modgang, men de imødegik alle prøvelser og var hinanden hengivne hele livet. Som mange andre hustruer i hæren fulgte "kæreste Julia" sin mand til militære forlægninger og tilbragte begivenhedsløse dage i fjerne garnisoner. Da han blev beordret vestpå i 1852, vendte hun dog tilbage til sine forældres hjem. 
Grant afsluttede denne adskillelse, da han trådte ud af hæren to år senere. Landbrug og forretninger i St. Louis blev ikke nogen succes, og i 1860 tog han sin familie – nu med 4 børn – med hjem til Galena, Illinois.

## Borgerkrigen
Han arbejdede i sin fars læderforretning, da den amerikanske borgerkrig kaldte ham tilbage til militærtjeneste med staten Illinois frivillige. Under hele krigen fulgte Julia sin mand i nærheden af kamppladsen, så meget hun kunne. 

## Nationens førstedame
Efter så mange år med modgang og stress glædede hun sig over hans berømmelse som sejrrig general, og hun flyttede ind i Det Hvide Hus til, hvad hun selv kaldte "den lykkeligste periode" i hendes liv. Med ministerfruerne som sine allierede indbød hun mange gæster til fine middage i Det hvide Hus. Samtidige bemærkede hendes pynt, juveler, silke og broderi. 

## Efter præsidenttiden
Efter at have forladt Det hvide Hus i 1877 tog Grant og hans kone en rejse rundt om jorden, som blev en triumf. Julia erindrede senere stolt detaljer om gæstfrihed og fantastiske gaver, som de modtog. Et højdepunkt på turen var en overnatning og middag, som dronning Victoria af Storbritannien gav dem på Windsor Castle i England. De tog også en tur gennem Det fjerne Østen, hvor de blev venligt modtaget i det kejserlige palads i Tokyo af kejseren og kejserinden af Japan. 
I 1884 ramtes Grant af endnu en forretningskatastrofe, og de mistede alle deres penge. For at sørge for sin kone skrev Grant sine erindringer. Det skete i et kapløb med tiden, inden han døde af kræft. Pengene, som kom ind ved salget af bøgerne samt hendes enkepension, gjorde, at hun kunne leve komfortabelt omgivet af børn og børnebørn, indtil hun døde i 1902 som 76 årig. 
Hun havde deltaget i 1897 ved indvielsen af Grants monumentale grav med udsigt over Hudson floden ved byen New York. Hun blev lagt til hvile i en sarkofag ved siden af sin mand. Hun afsluttede sin beretning om deres år sammen med sætningen: "Lyset fra hans strålende ry når stadig ud til mig, rammer mig og varmer mig".